# Stenorache
Stenorache là một chi bướm đêm thuộc họ Noctuidae.